# Chaîne du froid
 (janvier 2019).
Si vous disposez d'ouvrages ou d'articles de référence ou si vous connaissez des sites web de qualité traitant du thème abordé ici, merci de compléter l'article en donnant les références utiles à sa vérifiabilité et en les liant à la section « Notes et références ».

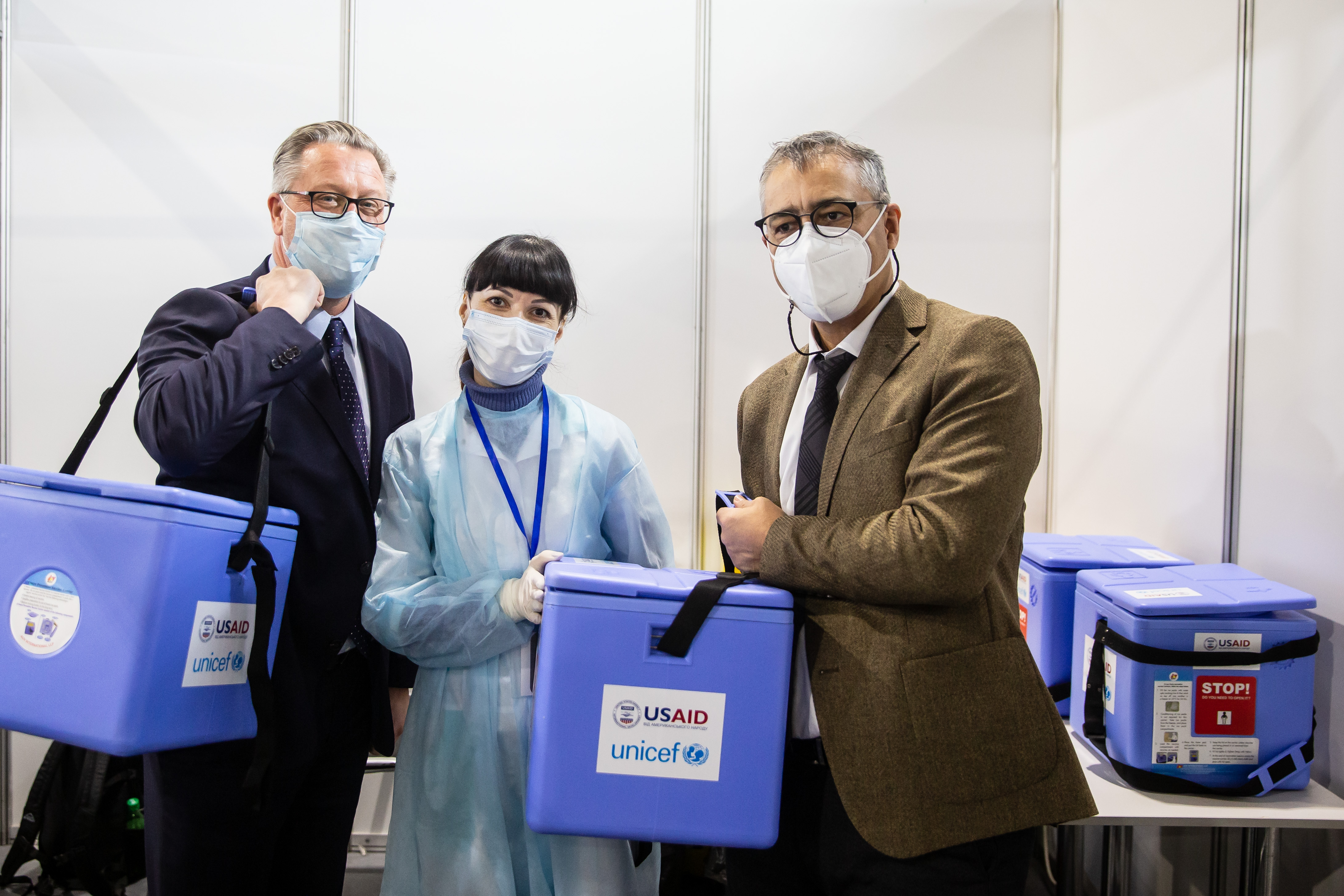
Transport de vaccins avec respect de la chaîne du froid.

La chaîne du froid ou chaîne frigorifique est l'ensemble des opérations logistiques et domestiques (transport, manutention, stockage) visant à maintenir des produits alimentaires ou pharmaceutiques à une température basse afin d'en préserver la salubrité et les qualités gustatives. Selon les produits, les normes fixent les températures limites et les tolérances de dépassement des aliments (0 à 2 °C pour le poisson frais, 2 à 8 °C pour de nombreux produits alimentaires frais, et −18 °C pour les congelés) ou des produits pharmaceutiques (vaccins, produits sanguins…).
Le terme chaîne souligne l'importance de la continuité des étapes, le but de préservation étant compromis dès qu'un maillon faillit. L'expression est utilisée à partir de 1908, en français, par l'ingénieur Albert Barrier (1861-1944) et, en anglais, par l'entrepreneur canadien John A. Ruddick (cold storage chain).

## Conséquences de rupture de la chaîne du froid
En cas de rupture de la chaîne du froid, les aliments dégèlent, puis regèlent ce qui permet aux bactéries de se développer. Ces bactéries peuvent être la salmonelle, le staphylocoque, ou la Listeria monocytogenes[réf. souhaitée].
L'ingestion de ces bactéries peut alors entraîner une intoxication alimentaire dont les effets varient selon la fragilité de l'individu, pouvant être de la diarrhée, de la fièvre, ou aller jusqu'à la mort pour les cas les plus extrêmes.
Afin d'éviter toute rupture de la chaîne du froid, il faut :
- utiliser des enregistreurs de température pour contrôler le bon respect de la chaîne du froid, (Il existe dans le commerce un appareil à trois zones (verte-orange-rouge), appelé « chrono-thermomètre », qui indique visuellement non seulement une hausse de la température mais également sa durée, ce qui permet de vérifier au premier coup d'œil la présence d'un germe pathogène dans les aliments conservés[Comment ?] ;
- éviter les changements brusques de température pour un aliment ;
- préparer à l’avance une liste de course pour que l’exposition des produits pris soit, le moins longtemps, exposée à une température inadaptée ;
- lors des courses, utiliser des sacs isothermes pour maintenir les aliments au froid pendant le voyage ;
- avoir un congélateur dans son véhicule en faisant ses courses, comme les livreurs à domicile de produits alimentaires. En l'absence de congélateur dans son véhicule, il convient de se faire livrer ses surgelés par un cybermarché disposant d'un véhicule adapté.

## Chaîne du froid pharmaceutique

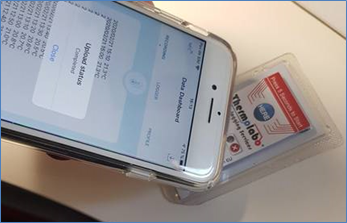
Exemple d'utilisation d'un enregistreur de température NFC destiné à la surveillance des produits de santé.

Le transport des médicaments thermosensibles pose le problème complexe de maîtrise de la chaîne du froid et s’impose comme un enjeu de santé publique. La maîtrise de la chaîne du froid des médicaments représente un enjeu croissant car de plus en plus de médicaments mis sur le marché sont issus des biotechnologies et sont thermosensibles.
La force, l'efficacité et la puissance d'un médicament peuvent être profondément dégradées par les changements de température. Les médicaments doivent être stockés et transportés uniquement dans des conditions de température conformes à leur autorisation de mise sur le marché si elles sont spécifiées.Toute excursion en dehors de ces limites peut réduire ou minimiser l'efficacité thérapeutique d'un médicament.
Exposé aux conditions extérieures, le transport est l’un des maillons faibles de la chaîne de santé publique. Dans la réalité, les excursions pendant le transport ne sont pas rares.
Les médicaments thermosensibles sont souvent des médicaments biologiques ou issus de la bio-ingénierie ce qui pose de nouvelles difficultés : étant encore plus sensibles aux fluctuations de température, ils exigent une parfaite maîtrise de la chaîne du froid.
Une surveillance efficace de la température est donc un composant essentiel des bonnes pratiques de distribution de médicament à usage humain (BPDG). La mesure de la température est généralement effectuée à l'aide d'enregistreurs de température autonomes.
La direction de l'inspection de l’Agence nationale de sécurité du médicament et des produits de santé (ANSM) a par ailleurs rappelé aux pharmaciens responsables, en novembre 2017, leurs obligations en matière de surveillance des conditions de transport.
De plus, l'ANSM a rappelé que les études de stabilité dans les conditions accélérées identifiées par les lignes directrices ICH Q1A (R2) ne visent pas à l'affranchissement du respect durant le transport des conditions de conservation définies et approuvées dans le résumé des caractéristiques du produit (RCP).
D'une manière générale, la surveillance des conditions de transport de produits de santé appelle au sein des laboratoires pharmaceutiques et établissements de santé, la mise en place de procédures rigoureuses et de moyens permettant de documenter leur conservation tout au long de la chaîne logistique.
Face à l'internationalisation des flux et à la numérisation croissante des échanges, de nouvelles solutions technologiques émergent et permettent un suivi géolocalisé des conditions de température et d'humidité. La chaîne du froid pharmaceutique évolue désormais dans le monde de l'internet des objets ou les conditions de conservation sont captées et transmises par des enregistreurs connectés qui font appel à différentes technologies de communication (GSM, Sigfox, Lora, Bluetooth, NFC, etc.).

## Enjeux environnementaux
En 2014, 60 % de nos aliments sont réfrigérés à un moment ou un autre. Depuis son développement industriel dans le monde, la chaine du froid permet de conserver des aliments et des propagules qui ne pouvaient l'être aussi bien autrefois, limitant théoriquement le gaspillage agroalimentaire au niveau de la production, du transport, du stockage puis de la distribution et de la consommation, ce qui devrait avoir des effets postifis sur l'environnement. De nombreuses études montrent qu'il existe encore néanmoins un important gaspillage alimentaire, et donc d'un certain point de vue une partie de la chaine du froid qui fonctionne inutilement. L'Irsteae estime qu'en 2014, environ 360 millions de tonnes d'aliments sont encore annuellement gaspillées en raison de ruptures de la chaine du froid.
La chaine du froid a aussi des effets négatifs sur l'environnement ; elle est très énergivore et parfois source de pollution et d'émission de gaz à effet de serre ou affectant la couche d'ozone. 
Alors que le froid alimentaire absorbe 8 % de la consommation énergétique mondiale (essentiellement sous forme d'électricité), 5 % des fluides frigorigènes fuient vers l'atmosphère (c'est 2,5 % des émissions de gaz à effet de serre en France). 
Son empreinte écologique est importante. L'obsolescence programmée ou la faible durée de vie et le manque d'écoconception de nombreux réfrigérateurs aggravent encore cette situation.
La recherche travaille de nouvelles pistes, par exemple :
- de nouveaux modes de stockage ou d'utilisation des frigories présentes dans l'environnement (pergélisols, fonds marins ou de lacs froids, nappes phréatiques, etc.) ;
- de nouveaux modes de distribution du froid ; dont les réseaux de froid, susceptibles d'alimenter un quartier ou une ville en étant connectés à un smart grid ;
- de nouvelles technologies plus écologiques de « systèmes du froid (system-based technology) », de production ou d'entretien du froid dont : 
  - la réfrigération magnétique[6],
  - l'utilisation de  composites nanostructurés et de matériaux à changement de phase (MCP, où le plastique de l'emballage ou du frigo deviendront « actifs », voire « intelligents » en limitant les variations de température du produit au profit de sa durée de consommabilité. Afin de consommer 8 à 10 % moins d'électricité, le gaz frigorifique pourrait être remplacé par un matériau stockant des frigories (paraffine par exemple)[6] ;
- l'amélioration les techniques de préparation des aliments (food-based technology), avec par exemple :
  - le superchilling[a],
  - le supercooling et les emballages intelligents[6].

En France, l'Institut national de recherche en sciences et technologies pour l'environnement et l'agriculture (Irstea) porte un programme de recherche dit Frisbee, de 4 ans, financé par l'Europe, dans lequel 26 partenaires collaborent pour « inventer la chaîne du froid de demain […] moins énergivore et plus respectueux de l'environnement », en travaillant à développer les technologies listées ci-dessus.

## Gestion et diffusion de la connaissance
Pour favoriser les progrès dans ce domaine, une base de données européenne sur la chaîne du froid et la température des produits alimentaires (dite « Cold Chain Database ») a été créée pour cinq pays (France, Hongrie, Grèce, Angleterre et Pays-Bas), avec en 2014 13 000 données sur la chaîne du froid. Il s'agit de la première base de données européenne. Elle met en évidence les « maillons faibles de la chaîne, et donc des facteurs de risques sanitaires et de gaspillage alimentaire ».
Un logiciel (Frisbee Tool) a été créé par le programme Frisbee pour créer un scénario de chaîne du froid adapté aux besoins de chaque industriel en termes de températures de stockage des aliments et produits aux diverses étapes de travail, et par durée de séjour pour ces étapes.
Le logiciel renseigne son utilisateur sur la qualité de l'aliment, l'énergie consommée et l'émission de gaz à effet de serre, pour chaque scenario testé, et il peut même convertir ces trois items en euros et de les additionner. Il est alors possible de pondérer l'importance de chacun des scénarios (par exemple les gaz à effet de serre) et obtenir un résultat en euros pour chaque scénario proposé.

## Normes réglementaires
Elles concernent notamment les matériels, les fourchettes de température à respecter aux stades de l'industrie, de la distribution et chez le consommateur.